# Festival Internacional de Cinema Luanda
Festival Internacional de Cinema Luanda, kurz FIC Luanda, ist ein internationales Filmfestival in der angolanischen Hauptstadt Luanda.
Das FIC Luanda wird organisiert vom IACA (Instituto Angolano do Cinema e do Audiovisual, früher IACAM, die staatliche angolanische Filmförderungsanstalt und staatliches Filminstitut). Der portugiesische Regisseur Jorge António leitet das Festival.

## Geschichte und erste Ausgabe 2008
Das erste Ausgabe des Festivals fand vom 22. bis 29. November 2008 statt und war das erste internationale Filmfestival des Landes. 30 Filme starteten im Wettbewerb, in den drei Kategorien Langfilm, Kurzfilm und Dokumentarfilm. Die Jury bestand aus der portugiesischen Schauspielerin und Filmfunktionärin Leonor Silveira, dem kroatischen Journalisten und Filmkritiker Stjepan Hundic, dem tunesischen Filmschaffenden Rachid Ferchiou und dem nigerianischen Filmschaffenden Madu Chikwendo.
Der angolanische Film Kiari von Mário Bastos wurde mit dem Prémio FIC-Cidade de Luanda der Stadt Luanda ausgezeichnet.
Die portugiesische Schauspielerin, Regisseurin, Sängerin und UNESCO-Künstlerin für den Frieden, Maria de Medeiros, war ebenfalls geladen und gab dazu am 28. November 2008 ein Solidaritätskonzert in Luanda.
Daneben wurden Gesprächsrunden (u. a. Guy Borlee von der Kinemathek von Bologna und die Filmschaffenden Pablo Pacheco (Kuba) und Madu Chikwendo (Nigeria)) und ein Filmforum der Gemeinschaft der Portugiesischsprachigen Länder (CPLP) veranstaltet.

## Angolanische Filme beim FIC Luanda
Angolanische Filme wurden mehrfach beim FIC Luanda ausgezeichnet, darunter:
- 2008:
  - Kiari (Preis der Stadt Luanda, Regie: Mário Bastos)
- 2009:
  - Luanda, a Fábrica da Música (Bester Dokumentarfilm, Regie: Inês Gonçalves und Kiluanje Liberdade)
  - A Guerra do Kuduro (Bester Langfilm, Regie: Henrique Narciso)
- 2010:
  - Os Inconformados (Bester Langfilm, Regie: Tandu Minguiedi)
  - O Alambamento (Bester Kurzfilm, Regie: Mário Bastos)
- O Lendário Tio Liceu e os Ngola Ritmos (Bester Dokumentarfilm, Regie: Jorge António)
- 2011:
  - Por Aqui Tudo Bem (Bester Langfilm, Regie: Pocas Pascoal)
- 2012:
  - A Crença (Bester Langfilm, Regie: Dorivaldo Fernandes)
  - Malangatana é de Truz (Bester Dokumentarfilm, Regie: Francisco Pedro)
- 2013:
  - A Promessa (Bester Langfilm, Regie: Michel António)
  - Angola Ano Zero (Bester Dokumentarfilm, Regie: Ever Miranda Palacio)
- 2015:
  - Controle Remoto (Bester Kurzfilm, Regie: Nuno Barreto)
  - Crianças Acusadas de Feitiçaria (Bester Dokumentarfilm, Regie: Manuel Narciso)